# Pere de Palou
Pere de Palou, President de la Generalitat de Catalunya, nomenat el juliol de 1434.
Fill d'una família de la noblesa del Vallès, el seu pare havia estat conseller de la ciutat de Barcelona, procurador general del Regne de Sardenya amb Ferran I i vicealmirall de Catalunya (1397).
Canonge de la seu de Barcelona des de 1412, participà com a procurador a les Corts Catalanes de 1431, 1436 i 1440.
El 1432 va ser rector de Santa Maria del Mar.
A les Corts de Montsó (1435-1436), la reina Maria de Castella demana fons per pagar el rescat de 30.000 ducats exigit per Nàpols a canvi dels presoners nobles -entre els quals es trobava el rei Alfons i el seu germà Joan- capturats a la batalla de l'illa de Ponça i que és considerada la primera derrota d'una armada catalana.
Gran amant dels llibres, les darreres informacions que consten d'ell són del 1440.